# Apodynerus
Apodynerus (лат.) — род одиночных ос (Eumeninae). Известно около 10 видов.

## Распространение
Юго-Восточная Азия.

## Описание
Длина осы около 1 см. Окраска чёрная с желтыми и красноватыми пятнами и перевязями. Взрослые самки охотятся на личинок насекомых для откладывания в них своих яиц и в которых в будущем проходит развитие личинки осы. От близких родов оти чаются следующими признаками: клипеус шире, чем его высота; средняя часть передней поверхности переднеспинки обычно густо пунктирована и имеет верхний след поперечного киля; тергит T1 немного уже, чем T2; конечный усиковый сегмент самца относительно крупнее других; метанотум двузубчатый.

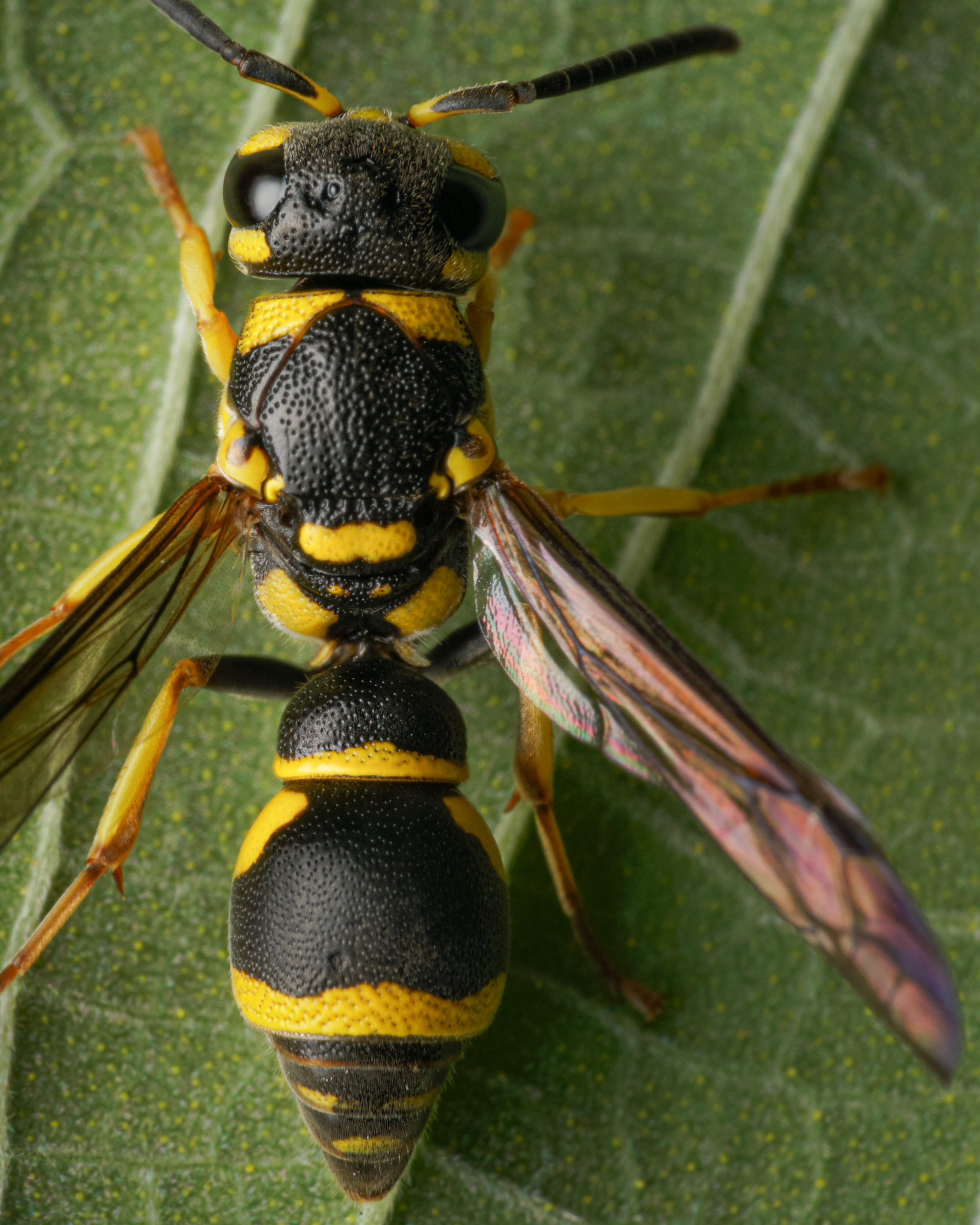
Apodynerus flavospinosus
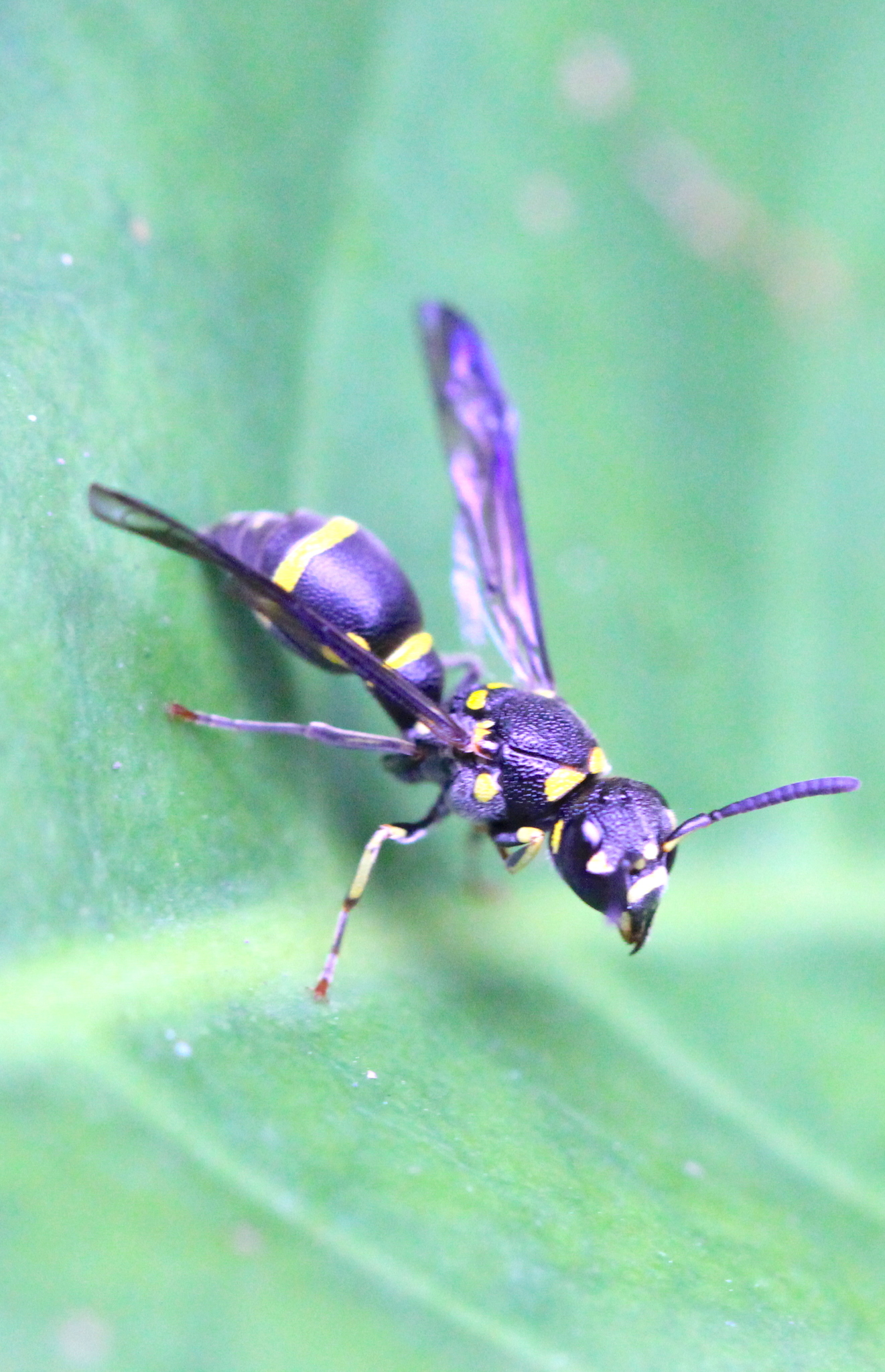
Apodynerus formosensis

## Классификация
Известно около 10 видов. Род был выделен в 1993 году для вида Odynerus troglodytes.
- Apodynerus amandus Gusenleitner, 2002
- Apodynerus diffinis  Giordani Soika, 1996
- Apodynerus flavospinosus  (Giordani Soika, 1986)
- Apodynerus formosensis  (Schulthess, 1934)
- Apodynerus gregarioides  (Giordani Soika, 1986)
  - =Pachymenes gregarioides Giordani Soika, 1986[1]
  - =Philippodynerus omicroniformis Gusenleitner, 1996[2]
- Apodynerus icarioides  (Bingham, 1897)
- Apodynerus quadricolor  (Nugroho, Kojima & Ubaidillah, 2014) Giordani Soika, 2014
- Apodynerus rufipes  Giordani Soika, 1995
- Apodynerus sparsipunctatus  Gusenleitner, 2008
- Apodynerus troglodytes  (de Saussure, 1856)
- Apodynerus yayeyamensis  (Mats., 1926)